# Reserva índia Buck Lake 133C
La Reserva índia Buck Lake 133C és una reserva índia a Alberta. És una de les quatre reserves sota govern de la Banda Paul de les nacions Nakoda i cree.